# Абд аль-Малік ібн Абдаллах
Абд аль-Малік ібн Абдаллах (араб. عبد الملك بن عبد الله; д/н — 1627) — султан Марокко з династії Саадитів в 1623—1627 роках. Відомий також як Абд аль-Малік II.

## Життєпис
Син султана Абдаллах II. У 1623 році після смерті батька успадкував трон. На той час ситуація була складною: в Мекнесі отаборився шаріф Амгар, Тетуан не підпорядковувався султану, узбережжя переважно контролювали іспанці або піратські товариства.
У 1624 році проти Абд аль-Маліка виступив його стрийко Мухаммад. Водночас в різних місцях повстали марабути й суфії. Запекла війна тривала до 1627 року, коли Абд аль-Малік зазнав поразки й супротивник зайняв Старий Фес. В новому Фесу (лівий берег) отаборився Абд аль-Малік. Невдовзі він загинув.